# رونالد فرانكلين
رونالد فرانكلين (9 سبتمبر 1904 - 28 سبتمبر 1982)  (بالإنجليزية: Ronald Franklin)‏ هو لاعب كريكت بريطاني وبريطاني (وحمل سابقاً جنسية المملكة المتحدة لبريطانيا العظمى وأيرلندا).